# Energetické plodiny

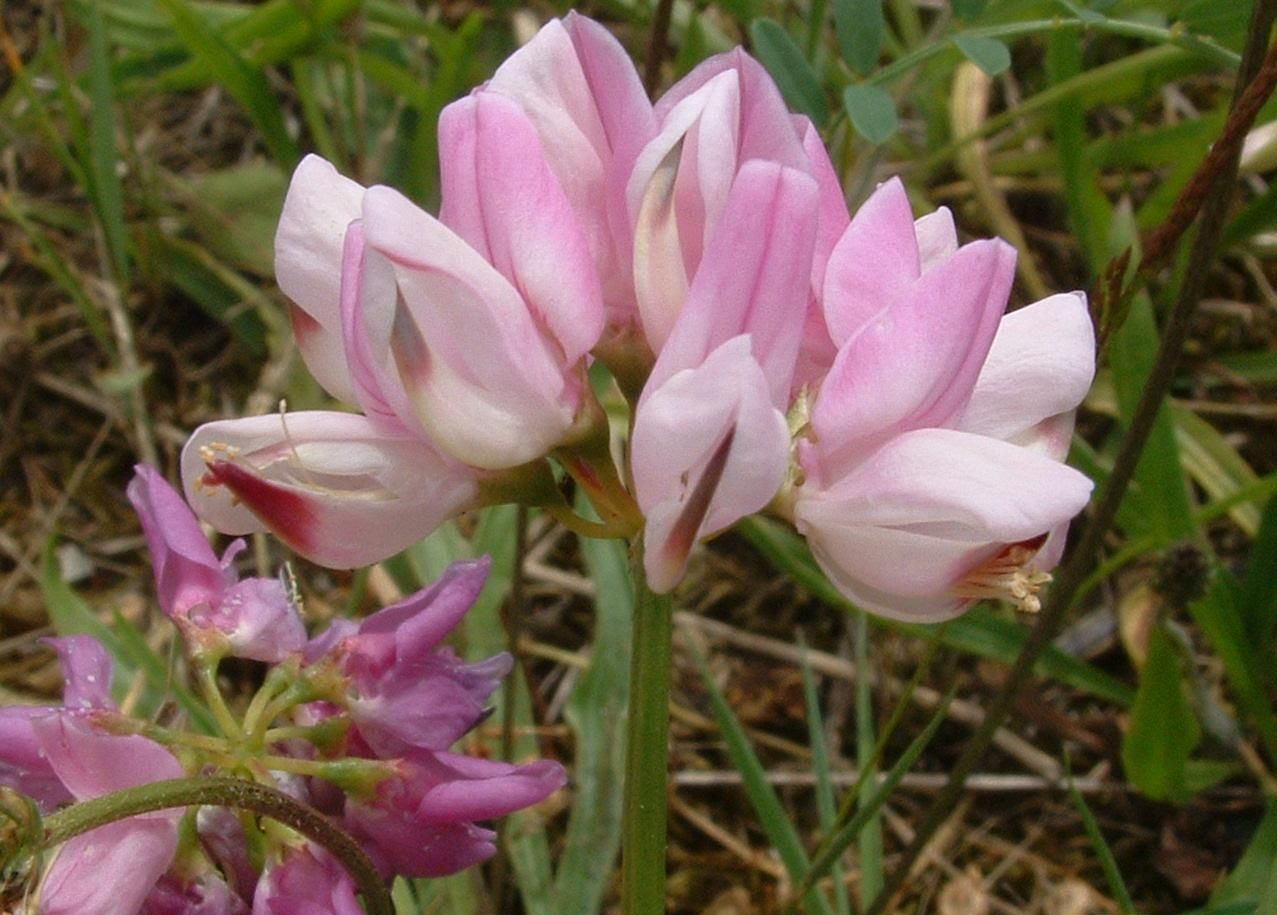
Mezi energetické plodiny patří např. čičorka pestrá

Energetické plodiny jsou rostliny pěstované pro získání uhlovodíků, vhodných k získání energie. Sklizená produkce se nazývá biomasa. Používá se k několika účelům: pro přímé spalování, zplyňování, anaerobní digesci, výrobu kapalných biopaliv a další metody energetického a případně i průmyslového využití. Energetické plodiny jsou obvykle děleny na rostliny bylinného a dřevinného charakteru.

## Energetické byliny
Energetické byliny jsou jednoleté či víceleté rostliny pěstované na orných půdách (obvykle s využitím standardní zemědělské techniky).

## Rychleroustoucí dřeviny
Mezi rychlerostoucí dřeviny (RRD) se řadí např. některé topoly, vrby, javory, akáty. Doba obmýtí se pohybuje mezi 3 až 10 lety. RRD mohou být rovněž pěstovány pro produkci celulózy pro celuózo-papírenský průmysl či jiné průmyslové účely.

## Zemědělské plodiny
Pro energetické účely mohou sloužit i obvyklé zemědělské plodiny (obvykle sloužící pro výrobu potravin či krmiv) jako řepka olejka, z ní získaný olej je dále upravován (esterifikace) na MEŘO který je používán jako palivo do vznětových motorů, nebo jako palivo slouží surový olej. V kotlích se dá spalovat zrno obilnin, tak i sekundární produkty jako je sláma. Z bramborového nebo obilného škrobu se může vyrobit ethanol, tohoto produktu můžeme taktéž dosáhnout zkvašením cukru z cukrové řepy (cukrovky).